# Куроедовы
О персоналиях см. Куроедов
Куроедовы — русский дворянский род.
Предки рода этой фамилии пожалованы поместьями (1537). Михаил Тимофеевич Куроедов московский дворянин (1658-1668).
Род Куроедовых был внесён Герольдией в VI часть родословных книг Владимирской, Самарской и Оренбургской губерний Российской империи.
Одно семейство Куроедовых, владевшее богатым имением Чуфарово, подробно описано (под именем Куролесовых) в первых книгах автобиографической трилогии С. Т. Аксакова.